# Chesterton (Indiana)
Pour les articles homonymes, voir Chesterton.
La ville de Chesterton est située dans le comté de Porter, dans l’État de l’Indiana, aux États-Unis. Sa population s’élevait à 13 068 habitants lors du recensement de 2010, estimée à 13 503 habitants en 2017.

## Démographie
| Groupe            | Chesterton | Indiana | États-Unis |
| ----------------- | ---------- | ------- | ---------- |
| Blancs            | 92,7       | 84,3    | 72,4       |
| Afro-Américains   | 1,4        | 9,1     | 12,6       |
| Asiatiques        | 2,1        | 1,6     | 4,8        |
| Autres            | 1,8        | 2,7     | 6,4        |
| Métis             | 1,7        | 2,0     | 2,9        |
| Amérindiens       | 0,3        | 0,3     | 0,9        |
| Total             | 100        | 100     | 100        |
|                   |            |         |            |
| Latino-Américains | 6,9        | 6,0     | 16,7       |

Selon l’American Community Survey, pour la période 2011-2015, 93,52 % de la population âgée de plus de 5 ans déclare parler anglaisanglais à la maison, alors que 2,80 % déclare parler l'espagnol, 1,86 % l'ourdou et 1,82 % une autre langue.

## Source
- (en) Cet article est partiellement ou en totalité issu de l’article de Wikipédia en anglais intitulé « Chesterton, Indiana » (voir la liste des auteurs).

1. ↑  (en) « Chesterton, IN Population - Census 2010 and 2000 », sur censusviewer.com.
2. ↑  (en) « Population of Indiana - Census 2010 and 2000 », sur censusviewer.com.
3. ↑  (en) « Language spoken at home by ability to speak English for the population 5 years and over », sur factfinder.census.gov.